# La perfecta desconocida (película de 2016)
La perfecta desconocida (en inglés: Complete Unknown) es una película dramática de 2016 escrita y dirigida por Joshua Marston y protagonizada por Rachel Weisz, Michael Shannon, Danny Glover y Kathy Bates. Fue estrenada en el Festival de Cine de Sundance el 25 de enero de 2016 y tuvo su estreno mundial el 26 de agosto de 2016 por Amazon Studios e IFC Films. Cuenta la historia de Alice, una mujer que ha ejercido muchas profesiones en muchas partes del mundo, y de su regreso a la ciudad de Nueva York después de pasar la mayor parte de su vida en el extranjero bajo diferentes identidades para ver a Tom, un viejo amigo de la universidad. 

## Reparto
- Rachel Weisz como Alice Manning.
- Michael Shannon como Tom.
- Kathy Bates como Nina.
- Danny Glover como Roger.
- Condola Rashad como Sharon.
- Chris Lowell como Brad.
- Tessa Albertson como Tilda.
- Kelly AuCoin como Dave.
- Azita Ghanizada como Ramina.
- Michael Chernus como Clyde.
- Zach Appelman como Malcom.
- Frank De Julio como Mark.
- Omar Metwally como Farshad.